# Bailleul-sur-Thérain
Bailleul-sur-Thérain ist eine französische Gemeinde mit 2328 Einwohnern (Stand 1. Januar 2022) im Département Oise in der Region Hauts-de-France. Die Gemeinde liegt im Arrondissement Beauvais und ist Teil des Kantons Mouy.

## Geographie
Die Gemeinde liegt nordwestlich der Gemeinde Hermes im Tal des Flusses Thérain.

## Geschichte
Am Fuße des Mont César entstand im Mittelalter das Kloster Froidmont mit seinen Nebengebäuden.

## Bevölkerungsentwicklung
| 1962 | 1968 | 1975 | 1982 | 1990 | 1999 | 2006 | 2011 |
| ---- | ---- | ---- | ---- | ---- | ---- | ---- | ---- |
| 927  | 1150 | 1212 | 1523 | 1567 | 1753 | 2186 | 2084 |

## Verwaltung
Bürgermeisterin ist seit März 2014 Béatrice Lejeune, ihr Vorgänger war von März 2004 bis zur Amtsübergabe im Jahr 2014 Gratien Carrère.

## Sehenswürdigkeiten
- Kirche Saint-Lubin[1]

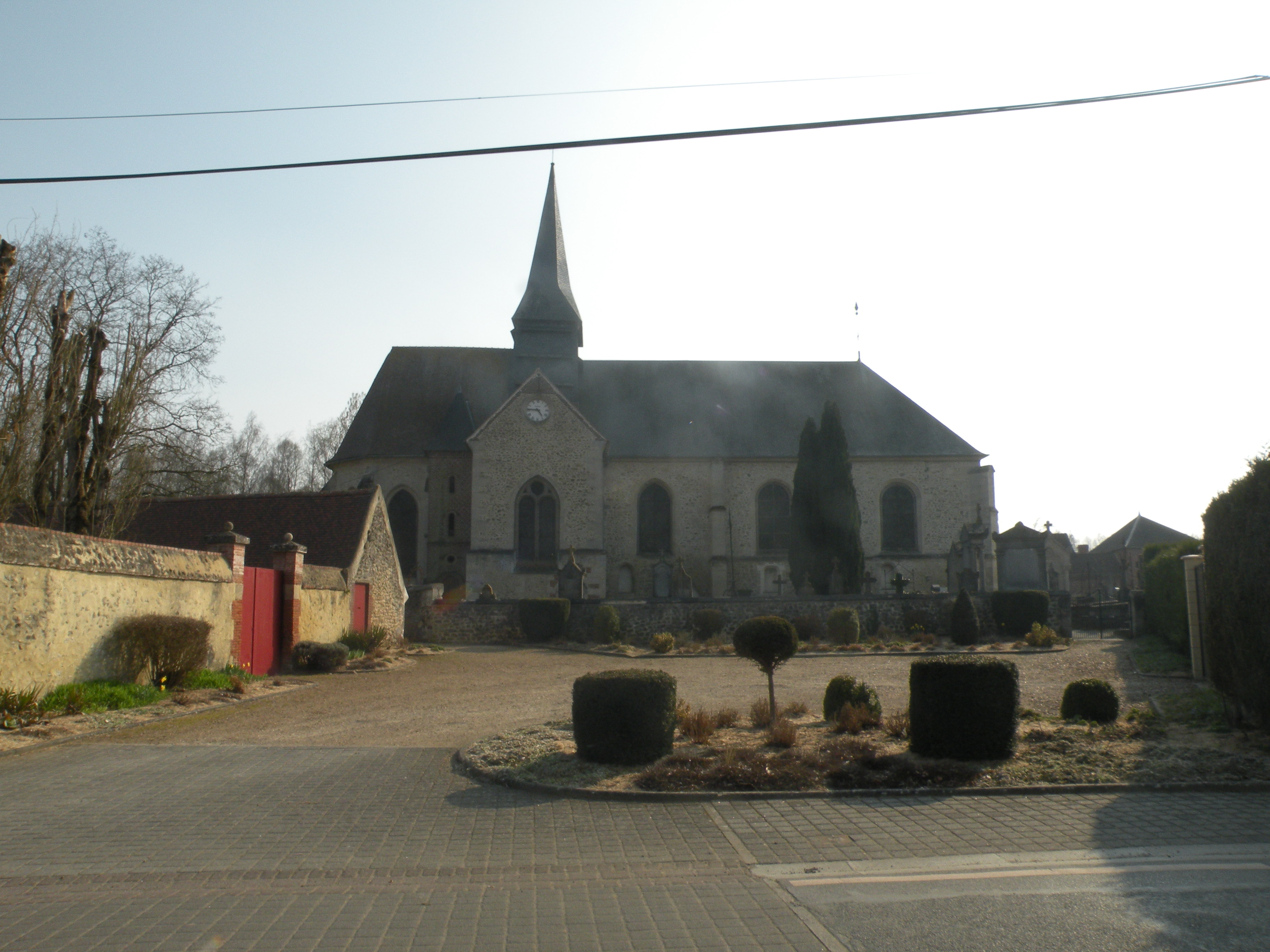
Kirche Saint-Lubin

- Schloss aus dem Jahr 1714, 1961 als Monument historique eingetragen[2]

## Persönlichkeiten
- Hélinand de Froidmont (ungefähr 1160–1230), mittelalterlicher Poet und Chronist aus der Abtei Froidmont